# Sinopidonia splendida
Sinopidonia splendida är en skalbaggsart som beskrevs av Holzschuh 1999. Sinopidonia splendida ingår i släktet Sinopidonia och familjen långhorningar. Inga underarter finns listade i Catalogue of Life.